# Еріх Енґель
Еріх Ґустав Отто Енґель (нім. Erich Gustav Otto Engel; 14 лютого 1891, Гамбург — 10 травня 1966, Берлін) — німецький режисер і театральний діяч, близький друг Бертольта Брехта; один з найбільших режисерів Веймарської республіки, Енґель був і одним з кращих інтерпретаторів драматургії Брехта на німецькій сцені, як у довоєнні, так і в післявоєнні роки.

## Біографія
Еріх Енґель закінчив 1910 року театральну школу Л. Меснера в Гамбурзі; театральну кар'єру починав там же як актор, потім служив в берлінському «Маленькому театрі під липами». У 1917—1918 роках Енґель завідував літературною частиною гамбурзького «Шаушпільхауза», 1918 року в мюнхенському «Каммершпіле» дебютував як режисер. Популярність здобув завдяки «Каммершпіле», де він працював до 1922 року, антимілітаристські п'єси експресіоністів — Г. Кайзера і Е. Толлера.
У 1922—1924 роках Енґель був головним режисером мюнхенського Державного театру, де поставив кілька шекспірівських п'єс: «Міра за міру», «Макбет», «Юлій Цезар». Тут же відбулося його знайомство з Бертольтом Брехтом, — 1923 року Енґель поставив в мюнхенському Резиденцтеатрі його п'єсу «В вирі міст».
1924 року Енґель остаточно оселився в Берліні, був постійним режисером Німецького театру, ставив спектаклі на інших столичних сценах. Поряд з Бертольтом Брехтом і Ервіном Піскатором Енґель став практиком і теоретиком «епічного театру»; здійснену ним 1925 року в Берліні постановку шекспірівського «Коріолану» Брехт назвав для епічного театру «вирішально важливою». Енґель був і одним з найзначніших сценічних інтерпретаторів драматургії Брехта, — 1928 року сенсаційний успіх мала поставлена ним у берлінському театрі на Шіффбауердамм «Тригрошова опера». Леонгард Франк, чию п'єсу «Карл і Анна» Енґель поставив на рік пізніше, відгукнувся про нього як про «особливо чуйного» режисера.
Після приходу нацистів до влади 1933 року Енґель залишився в Німеччині і продовжував працювати в театрі, але ставив виключно класичну драматургію.
Після закінчення Другої світової війни режисер в 1945—1947 роках був інтендантом мюнхенського театру «Каммершпіле», з 1947-го працював на кіностудії DEFA, а 1948 року, після повернення з еміграції Брехта, взяв участь у створенні театру «Берлінер ансамбль», що відкрився в січні 1949 року виставою «Матінка Кураж та її діти» за п'єсою Брехта — спільної постановкою Енґеля і автора. У «Берлінер ансамбль» Енґель поставив ряд вистав, в тому числі спільно з Брехтом «Пан Пунтіла і його слуга Матті» (1949) і «Життя Галілея» — спектакль, відзначений 1957 року Національною премією. Після смерті Брехта 1956 року Енґель протягом десяти років був художнім керівником театру (при інтендантстві Олени Вайґель).
1930 року фільмом «Вбивця Дмитрій Карамазов» Енґель дебютував як кінорежисер. Серед нечисленних знятих ним фільмів переважають легкі комедії. Великого успіху в галузі кіно Енґель домігся, знявши 1949 року фільм «Справа Блюма».

## Творчість

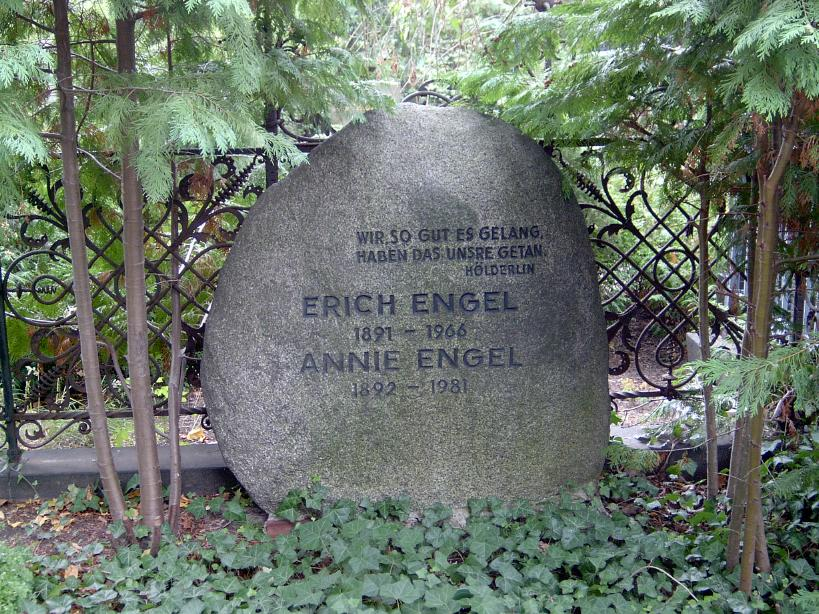
Могила Еріха Енґеля на Доротеїнштадтському кладовищі в Берліні

### Театральні постановки
Театр «Каммершпіле», Мюнхен (1918—1922)
- «Газ I» Г. Кайзера
- «Газ II» Г. кайзера
- «Перевтілення» Е. Толлера
- «Морський бій» Герінґа

Німецький театр
- 1924 — «Смерть Дантона» Г. Бюхнера
- 1924 — «В вирі міст» Б. Брехта
- 1926 — «Вбивство» В. Газенклевера
- 1927 — «Ліліан, або Жовта троянда» Корнфельда

Театр на Шіфбауердам
- 1928 — «Тригрошова опера» Б. Брехта і К. Вайля
- 1929 — «Щасливий кінець» Е. Гауптман (спільно з Б. Брехтом)

Берлінер ансамбль
- 1949 — «Матінка Кураж та її діти» Б. Брехта (спільно з Б. Брехтом)
- 1949 — «Пан Пунтила і його слуга Матті» (спільно з Б. Брехтом)
- 1957 — «Життя Галілея» Б. Брехта (спільно з Б. Брехтом)
- 1960 — «Тригрошова опера» Б. Брехта — К. Вайля. Художник Карл фон Аппен
- 1962 — «Швейк у Другій світовій війні» Б. Брехта

В інших театрах
- 1923 — «У вирі міст» Б. Брехта. Художник Каспар Неер — Резиденцтеатр, Мюнхен
- 1925 — «Коріолан» В. Шекспіра — «Лессінґ-театр», Берлін
- 1928 — «Людина є людина» Б. Брехта. Художник Каспар Неєр — «Фолькобюне», Берлін
- 1929 — «Карл і Анна» Л. Франка — Державний театр («Шаушпільхауз»), Берін

### Фільмографія
- 1922 — Містерії однієї перукарні / Mysterien eines Frisiersalons (Німеччина)
- 1930 — Вбивця Дмитро Карамазов / Der Mörder Dimitri Karamasoff (Німеччина)
- 1935 — Пиґмаліон / Pygmalion (Німеччина)
- 1939 — Готель «Захер» / Hotel Sacher
- 1940 — Unser Fräulein Doktor
- 1948 — Справа Блюма / Affaire Blum (Німеччина)
- 1949 — Боброва шуба / Der Biberpelz (НДР)
- 1958 — Ескадрилья «Летюча миша» / Geschwader Fledermaus (НДР)

## Нагороди
- Національна премія НДР (1949, 1957) — за спектаклі «Матінка Кураж та її діти» і «Життя Галілея» в театрі «Берлінер ансамбль»